# 가푸달루 환초

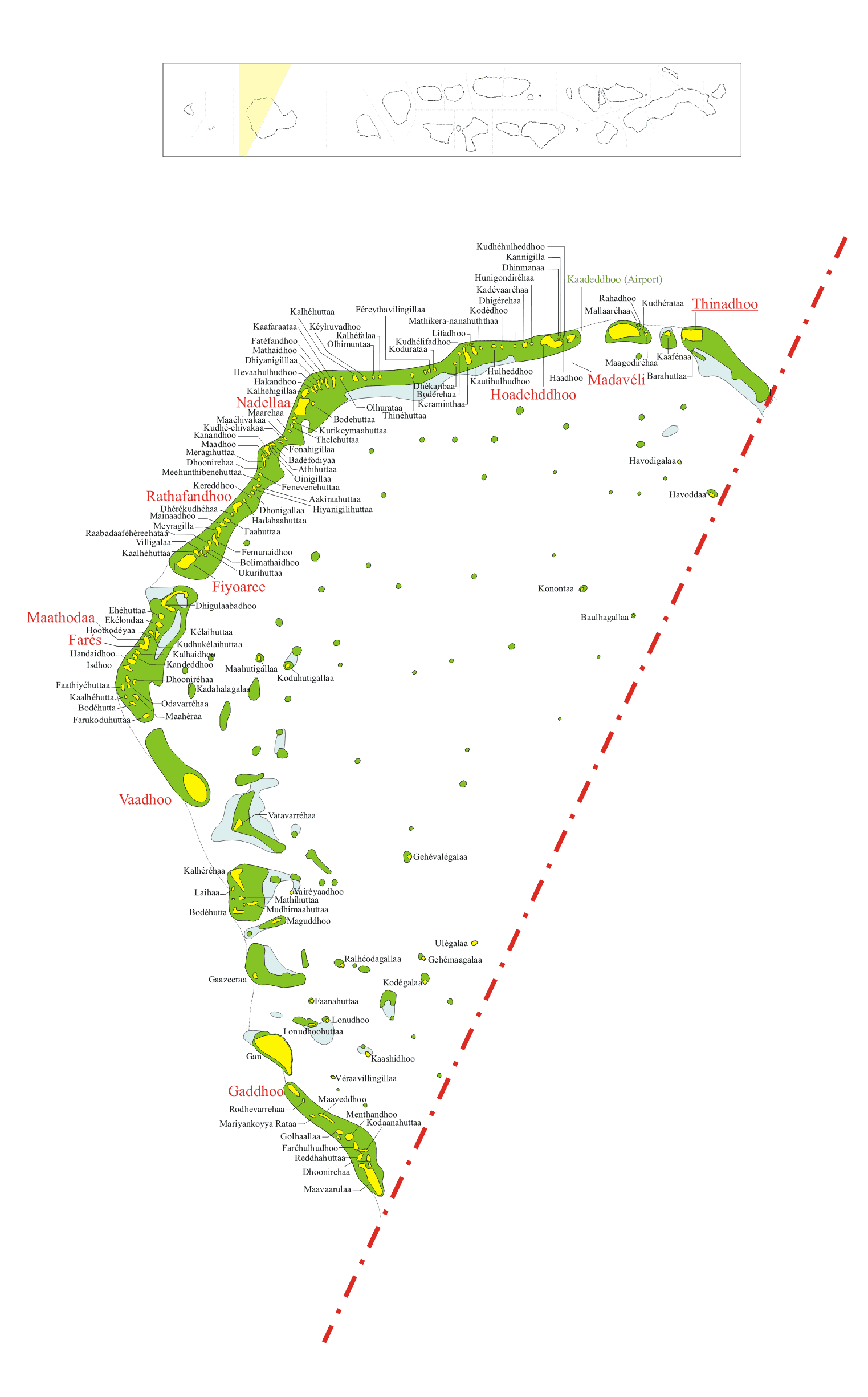
가푸달루 환초

가푸달루 환초(디베히어: ހުވަދުއަތޮޅު ދެކުނުބުރި, Gaafu Dhaalu) 또는 후바두데쿠누부리 환초(Huvadhu Atholhu Dhekunuburi, 남후바두 환초)는 몰디브 남부에 위치한 환초로 행정 중심지는 티나두이며 인구는 18,485명(2006년 기준)이다. 153개 섬으로 구성되어 있으며 이 가운데 10개 섬에는 사람이 거주한다.